# Jurij Woronin
Jurij Michajłowicz Woronin (ur. 1939 w Kazaniu) – rosyjski polityk.
Absolwent Kazańskiego Instytutu Lotniczego. Akademik i członek Rosyjskiej Akademii Nauk Technologicznych. W latach 1990–1991 przewodniczący Komisji Rady Najwyższej RFSRR ds. Budżet, Planów, Podatków i Cen. Od 1991 do 1993 wiceprzewodniczący Rady Najwyższej Federacji Rosyjskiej, członek frakcji poselskiej "Komuniści Rosji". W 193 został pierwszym wiceprzewodniczącym Rady Najwyższej Federacji Rosyjskiej.